# Lágrimas, risas y amor
Lágrimas, Risas y Amor, comúnmente acortada como "Lágrimas y Risas", fue una revista de historietas románticas mexicana publicada por Editorial Argumentos (luego Editorial Vid) originalmente entre 1962 y 1995, probablemente la más popular de su género en Hispanoamérica y una de las más populares de todo el medio en México. Muchas de sus historias fueron adaptadas además a cine y televisión. La mayoría de los argumentos fueron escritos por Yolanda Vargas Dulché y su esposo Guillermo de la Parra.

## Características
Al igual que Memín Pinguín y Tradiciones y Leyendas de la Colonia estaba impresa en tinta café o sepia, aunque algunas reediciones fueron impresas en tinta negra, con cinco viñetas por página dibujadas a medio tono. Se presentaban historias continuadas que se desarrollaban durante varias semanas. Antes de que una historia llegara a su fin, se iniciaba otra compartiendo el ejemplar, no siempre con la misma cantidad de páginas por cada una, aunque también tuvo una época en la que se publicaron siempre dos o tres historias simultáneas por ejemplar. Los episodios tenían entre una y dos páginas iniciales con el resumen del episodio anterior.

## Trayectoria

### Primeros números
La primera edición de Lágrimas, Risas y Amor fue publicada por Editorial Argumentos el 18 de noviembre de 1962. En las primeras doce ediciones se publicaron historias unitarias de 32 páginas como fotonovelas (usando la técnica de fotomontaje) que concluían en el mismo ejemplar, con títulos como "El Rebelde", "Conveniencia", "Marylin Monroe: Triunfo y Tragedia", "La Vengadora" o "Lodazal en la Conciencia".
A partir del número 13, en febrero de 1963, la revista cambia al formato que la llevaría al éxito, con historias continuadas de Yolanda Vargas Dulché, dibujadas en sepia por el maestro del medio tono, Antonio Gutiérrez, y con las portadas a cargo de Luis Rey quien le impondría su estilo característico por años. Por lo general se realizan nuevas versiones de historias publicadas en Pepín y Chamaco en los años cuarenta y cincuenta. Las primeras historias continuadas son cortas y muy dramáticas, iniciando con “Torbellino de Pasiones” y “Entre Rejas”. La tercera historia, “Amor en Oriente”, es en realidad una versión condensada en 22 episodios de la que después se publicaría como “El Pecado de Oyukí” (esta historia no debe confundirse con la reedición de “Geisha” en Lo Mejor de Lágrimas y Risas en 1983, a la que también se puso como nombre “Amor en Oriente”).

### La época del éxito
Cerca de cumplirse el primer año de publicación comienzan a editarse los mayores éxitos de la revista iniciando con “Rubí” (1963), de la cual se haría una película y cuatro telenovelas; “María Isabel” (1964), otro clásico de la historieta mexicana que tuvo dos películas y dos telenovelas; “Encrucijada” (1964) y “Vagabundo” (1965), estas dos últimas también con versiones en telenovela. Luego llegaría una historia corta sobre la esclavitud en Estados Unidos: “Sangre Esclava” (1965), que tendría una secuela más larga: “El Hijo de Yama” (1966). Entre ambas historias se publica otro de los grandes éxitos de la revista: “Yesenia” (1965) de la que se hicieron posteriormente dos telenovelas y una película.
Los éxitos de Yolanda Vargas Dulché continúan durante los años siguientes con “Geisha” (1967), “Gabriel y Gabriela” (1968) y “¿Quién?” (1968), luego de la cual la autora da un giro a sus argumentos con la sobrenatural serie “Umbral” (1969). Posteriormente llegan “Noche” (1970), la dramática “El Atardecer de Ana Luisa” (1971) y la divertida “Ladronzuela” (1971). “Gabriel y Gabriela” y “Ladronzuela” tendrían también sus versiones en telenovela.
1972 marca el inicio de las historias de Guillermo de la Parra con “Tengo que Partir”, extensa serie de 127 episodios que comparte en autoría con su esposa, Yolanda Vargas Dulché. Cuando aún la historia no había llegado a la mitad se inicia en 1973 otro de los grandes éxitos de la revista: “Rarotonga”, de Guillermo de la Parra. Es a partir de esa novela que el ejemplar contendrá dos historias, con menos páginas por cada una, lo que las hará más largas, pasando cada historia por lo general los 100 episodios. Es durante esta época, a comienzos de 1974, cuando la crisis del papel hizo que la revista redujera su tamaño casi a la mitad, pasando de ejemplares gigantes a pequeños a partir del número 578.
Ese mismo año, otro de los éxitos de Guillermo de la Parra llega con “Triste Alborada” (posteriormente denominada “El Canalla”), con 142 episodios. Al finalizar “Rarotonga”, Yolanda Vargas Dulché vuelve en 1975 con un remake de “Amor en Oriente” al que llama “El Pecado de Oyukí”, como la historia original publicada en Pepín, que se convierte en otro éxito a lo largo de sus 137 episodios, y fue llevada posteriormente a telenovela. Guillermo de la Parra continúa publicando más éxitos como “Rarotonga 2ª Parte” (1977), “Paulina, Orlando y Fabiola” (1977), “Paloma” (1979) y “Yesenia 2ª Parte” (1980).
La misma Editorial Argumentos lanzó una edición en España a partir de 1978, publicando "Yesenia", "El Pecado de Oyuki" y "Rarotonga", estas dos últimas inconclusas, durante 100 números, y manteniendo el carboncillo original de los dibujos de Antonio Gutiérrez sin imprimirlos en sepia. En 1979, Editorial Argumentos cambia de nombre a Editorial Vid, y al año siguiente, deciden reeditar los grandes éxitos de la revista bajo el título de “Lo Mejor de Lágrimas y Risas” comenzando con “María Isabel”, “Encrucijada” y “Vagabundo”. Esta edición se publicaría en paralelo con la revista original hasta el final de ambas en 1995. Una edición colombiana llegaría en 1980 a cargo de Editora Cinco, con más de 300 números publicados.

### La llegada del número 1000
Lágrimas, Risas y Amor llega a su número 1000 el 29 de enero de 1982. Ese año, a partir del número 1001, Yolanda Vargas Dulché regresa con la historia más extensa publicada en la revista: “Casandra”, en 174 episodios, que tuvo luego una adaptación a telenovela con el nombre de “Alondra”. Casi al final de “Yesenia 2ª Parte” se termina la época de los ejemplares pequeños, ya que a partir del número 1026 la revista aumenta ligeramente su tamaño al mismo que tuvieron las reediciones posteriores. Junto a “Casandra” se edita otra historia de Guillermo de la Parra: “Siempreviva”. Ambas historias compartieron el ejemplar a lo largo de tres años, lo que al parecer terminó por cansar al que hasta ese entonces era su dibujante principal, Antonio Gutiérrez. Esto ocasiona que ambas historias concluyan con otro dibujante, Ángel Mora.
En 1985 se publica nuevamente “Entre Rejas”, pero esta vez con el nombre de “Entre Sombras”. Debido a que la historia original fue dibujada para el formato gigante, en esta nueva edición se maquetaron nuevamente los originales con menos viñetas por página, extendiendo la historia de 15 a 34 episodios. Ese año también se reedita “Juan Valjean”, historia de Yolanda Vargas Dulché publicada originalmente en “Ayúdame Dra. Corazón” con el nombre de “Los Miserables”, ya que es la adaptación a historieta de la obra de Víctor Hugo. Esta historia marca también el aumento de número de páginas a 48 por ejemplar, y el cambio de color del isotipo de la revista a uno azul, que se mantiene solo algunos meses. Ese año también se edita otra obra más de Guillermo de la Parra, “Evelina” y en 1987 “La Andaluza”, la última novela de Guillermo de la Parra para Lágrimas, Risas y Amor, ambas dibujadas por Ángel Mora.

### Nuevos autores y dibujantes
A partir de 1986 aparecen historias de otros autores distintos a Yolanda Vargas Dulché y Guillermo de la Parra como “Siempre Contigo” de Manuel Gamiño (en dibujo lineal de Juan Roncagliolo) y “La Pasión de un Cosaco”, una adaptación de José Belenguer de una historia de Mijaíl Shólojov dibujada por Héctor García. También llegarían “Un pasado que vuelve” (1987) de Catalina D’Erzell, adaptada por Pilar Obón y con dibujos de Héctor García; “Mi Prima Daniela” (1988), excelente adaptación a historieta de la obra de Rosaura Saucedo a cargo de Ignacio Underwood con dibujos de Ángel Mora y “Codicia” (1989) original de Carlos Brassel y adaptada por Agustín Herrera, también en dibujo lineal, historia que marca el final de las novelas originales de Lágrimas, Risas y Amor.

### Etapa final
Desde 1990 se empiezan a reeditar en la revista historias aparecidas previamente en otras publicaciones, como “La Extraña Dama” (1990) de Lucy Gallardo y “Castigo” (1990) de Elia D’Erzell, publicadas previamente en 1980 en Cinco Secretos; “Besos y Perfumes” (1991) y “El Amante Rojo” (1991) de José Belenguer, publicadas en 1978 en Candilejas, la primera de ellas como “Memorias de un Don Juan”; y “Mirsha y Elizabeth” (1983) de Héctor DeNegri, historia de 1977 publicada originalmente en Óyeme como “La Perla del Caribe”. Durante esta época la revista aumentó el número de páginas a 64 por ejemplar.
En los años siguientes se inicia la decadencia de gran parte de las publicaciones de Editorial Vid. Todavía llegaría una última historia a fines de 1994: “Anahí”, de Manelick de la Parra, publicada originalmente en 1976 en la revista Cariño Mío, la cual queda inconclusa en el número 1690 el 25 de noviembre de 1995, cuando la revista ya había bajado en sus ventas y tenía periodicidad catorcenal en ejemplares de 32 páginas.

### Reediciones recientes
A partir de 2002 Editorial Vid realiza distintos esfuerzos por relanzar las publicaciones, con una nueva etapa de Lágrimas Risas y Amor con 310 números, Lo Mejor de Lágrimas y Risas con 254 números (que incluyó una nueva versión de "Ladronzuela" dibujada a color en formato cómic) y Colección de Yolanda Vargas Dulché con 142 números, algunas ediciones en tomos, una reedición de "Rarotonga" en 2011 y "Rarotonga 2a Parte" en 2012 y otras ediciones, que por lo general dejaron historias inconclusas, en 2012 ("Rubí", "María Isabel", "Yesenia", "El Pecado de Oyuki" y "Umbral"), 2014 ("El Canalla"), 2015 ("Rubí") y 2017 (“El Pecado de Oyuki”).

## Series
| Publicación | Título                     | Números   | Guionista                                                                              | Dibujante                                                                  | Episodios |
| ----------- | -------------------------- | --------- | -------------------------------------------------------------------------------------- | -------------------------------------------------------------------------- | --------- |
| 1963        | Torbellino de Pasiones     | 13-21     | Yolanda Vargas Dulché                                                                  | Antonio Gutiérrez                                                          | 9         |
| 1963        | Entre Rejas                | 19-33     | Yolanda Vargas Dulché                                                                  | Antonio Gutiérrez                                                          | 15        |
| 1963        | Amor en Oriente            | 31-52     | Yolanda Vargas Dulché                                                                  | Antonio Gutiérrez                                                          | 22        |
| 1963-1964   | Rubí                       | 48-77     | Yolanda Vargas Dulché                                                                  | Antonio Gutiérrez                                                          | 30        |
| 1964        | María Isabel               | 62-111    | Yolanda Vargas Dulché                                                                  | Antonio Gutiérrez                                                          | 50        |
| 1964-1965   | Encrucijada                | 92-131    | Yolanda Vargas Dulché                                                                  | Antonio Gutiérrez                                                          | 40        |
| 1965        | Vagabundo                  | 116-156   | Yolanda Vargas Dulché                                                                  | Antonio Gutiérrez                                                          | 41        |
| 1965        | Sangre Esclava             | 138-162   | Yolanda Vargas Dulché                                                                  | Antonio Gutiérrez                                                          | 25        |
| 1965-1966   | Yesenia                    | 157-214   | Yolanda Vargas Dulché                                                                  | Antonio Gutiérrez                                                          | 58        |
| 1966-1967   | El Hijo de Yama            | 199-250   | Yolanda Vargas Dulché                                                                  | Antonio Gutiérrez                                                          | 52        |
| 1967-1968   | Geisha                     | 232-291   | Yolanda Vargas Dulché                                                                  | Antonio Gutiérrez                                                          | 60        |
| 1968-1969   | Gabriel y Gabriela         | 272-338   | Yolanda Vargas Dulché                                                                  | Antonio Gutiérrez                                                          | 67        |
| 1968-1969   | ¿Quién?                    | 313-368   | Yolanda Vargas Dulché                                                                  | Antonio Gutiérrez                                                          | 56        |
| 1969-1970   | Umbral                     | 352-407   | Yolanda Vargas Dulché                                                                  | Antonio Gutiérrez                                                          | 56        |
| 1970-1971   | Noche                      | 372-445   | Yolanda Vargas Dulché                                                                  | Antonio Gutiérrez                                                          | 74        |
| 1971        | El Atardecer de Ana Luisa  | 425-471   | Yolanda Vargas Dulché                                                                  | Antonio Gutiérrez                                                          | 47        |
| 1971-1972   | Ladronzuela                | 448-520   | Yolanda Vargas Dulché Guillermo de la Parra (desde el Ep. 57)                          | Antonio Gutiérrez                                                          | 73        |
| 1972-1974   | Tengo que Partir           | 483-609   | Guillermo de la Parra Yolanda Vargas Dulché                                            | Antonio Gutiérrez                                                          | 127       |
| 1973-1975   | Rarotonga                  | 535-643   | Guillermo de la Parra                                                                  | Antonio Gutiérrez                                                          | 109       |
| 1974-1977   | Triste Alborada            | 610-751   | Guillermo de la Parra                                                                  | Antonio Gutiérrez                                                          | 142       |
| 1975-1977   | El Pecado de Oyukí         | 644-780   | Yolanda Vargas Dulché                                                                  | Antonio Gutiérrez                                                          | 137       |
| 1977-1979   | Rarotonga 2ª Parte         | 752-858   | Guillermo de la Parra                                                                  | Antonio Gutiérrez                                                          | 107       |
| 1977-1980   | Paulina, Orlando y Fabiola | 781-938   | Guillermo de la Parra                                                                  | Antonio Gutiérrez                                                          | 158       |
| 1979-1982   | Paloma                     | 858-1001  | Guillermo de la Parra                                                                  | Antonio Gutiérrez                                                          | 144       |
| 1980-1982   | Yesenia 2ª Parte           | 938-1030  | Guillermo de la Parra                                                                  | Antonio Gutiérrez                                                          | 93        |
| 1982-1985   | Casandra                   | 1001-1174 | Yolanda Vargas Dulché                                                                  | Antonio Gutiérrez (hasta el número 1126) Ángel Mora (desde el número 1127) | 174       |
| 1982-1985   | Siempreviva                | 1030-1152 | Guillermo de la Parra                                                                  | Antonio Gutiérrez (hasta el número 1065) Ángel Mora (desde el número 1066) | 123       |
| 1985        | Entre Sombras              | 1157-1190 | Yolanda Vargas Dulché                                                                  | Antonio Gutiérrez                                                          | 34        |
| 1985-1986   | Evelina                    | 1178-1250 | Guillermo de la Parra                                                                  | Ángel Mora                                                                 | 73        |
| 1985-1986   | Juan Valjean               | 1191-1225 | Victor Hugo (historia original) Yolanda Vargas Dulché (adaptación)                     | Antonio Gutiérrez                                                          | 35        |
| 1986-1987   | Siempre Contigo            | 1218-1264 | Manuel Gamiño                                                                          | Juan Roncagliolo (hasta el número 1254)                                    | 47        |
| 1986-1987   | La Pasión de un Cosaco     | 1236-1275 | Mijaíl Shólojov (historia original) José Belenguer (adaptación)                        | Héctor García                                                              | 40        |
| 1987        | La Andaluza                | 1265-1306 | Guillermo de la Parra (argumento original) Marta Montiel (adaptación, desde el Ep. 23) | Ángel Mora                                                                 | 42        |
| 1987-1988   | Un Pasado que Vuelve       | 1297-1350 | Catalina D'Erzell (argumento original) Pilar Obón (adaptación)                         | Héctor García                                                              | 54        |
| 1988-1989   | Mi Prima Daniela           | 1337-1385 | Rosaura Saucedo (historia original) Ignacio Underwood (adaptación)                     | Ángel Mora                                                                 | 49        |
| 1989-1990   | Codicia                    | 1380-1422 | Carlos Brassel (novela original) Agustín Herrera (adaptación)                          |                                                                            | 43        |
| 1990        | La Extraña Dama            | 1419-1458 | Lucy Gallardo                                                                          | Esperanza Macedo                                                           | 40        |
| 1990-1991   | Castigo                    | 1451-1479 | Elia D'Erzell                                                                          | Manuel Calles                                                              | 29        |
| 1991        | Besos y Perfumes           | 1479-1511 | José Belenguer                                                                         | Martha Mora                                                                | 39        |
| 1991-1993   | El Amante Rojo             | 1508-1576 | José Belenguer                                                                         | Martha Mora Ángel Mora Alberto Macías Esperanza Macedo                     | 69        |
| 1993-1994   | Mirsha y Elizabeth         | 1573-1665 | Héctor DeNegri                                                                         | Héctor García                                                              | 93        |
| 1994-1995   | Anahí (inconclusa)         | 1665-1690 | Manelick de la Parra                                                                   | Antonio Gutiérrez (dirección artística) Arturo Espinosa (trazo de figura)  | 26        |

## Historias originales
| Año  | Título                    | Historia original                  | Publicación original  | Año original |
| ---- | ------------------------- | ---------------------------------- | --------------------- | ------------ |
| 1963 | Entre Rejas               | Sombras                            | Pepín                 | 1948         |
| 1963 | Amor en Oriente           | El Pecado de Oyuki                 | Pepín                 | 1949         |
| 1963 | Rubí                      | Violeta                            | Pepín                 | 1948         |
| 1964 | María Isabel              | Indita                             | Pepín                 | 1950         |
| 1964 | Encrucijada               | Vidas Paralelas                    | Pepín                 | 1948         |
| 1965 | Vagabundo                 | Aquel y Yo                         | Pepín                 | 1951         |
| 1965 | Sangre Esclava            | Carne de Ébano                     | Pepín                 | 1950         |
| 1965 | Yesenia                   | Cruz Gitana                        | Pepín                 | 1952         |
| 1966 | El Hijo de Yama           | El Hijo de Emoé                    | Pepín                 | 1950         |
| 1968 | Gabriel y Gabriela        | Gabriel y Gabriela                 | Pepín                 | 1951         |
| 1968 | ¿Quién?                   | ¿Quién?                            | Pepín                 | 1949         |
| 1970 | Noche                     | Noche                              | Pepín                 | 1953         |
| 1971 | El Atardecer de Ana Luisa | ¿Por qué?                          | Pepín                 | 1950         |
| 1971 | Ladronzuela               | Ladronzuela                        | Pepín                 | 1947         |
| 1972 | Tengo que Partir          | Te Quiero                          | Chamaco               | 1950         |
| 1973 | Rarotonga                 | ¡Tabú!                             | Chamaco               | 1951         |
| 1974 | Triste Alborada           | El Canalla                         | Chamaco               | 1951         |
| 1975 | El Pecado de Oyukí        | El Pecado de Oyuki                 | Pepín                 | 1949         |
| 1982 | Casandra                  | Evocación                          | Ayúdeme Dra. Corazón  | 1967         |
| 1985 | Entre Sombras             | Entre Rejas (remaquetada)          | Lágrimas Risas y Amor | 1963         |
| 1985 | Juan Valjean              | Los Miserables (Víctor Hugo)       | Ayúdeme Dra. Corazón  | 1966         |
| 1986 | La Pasión de un Cosaco    | El Don apacible (Mijaíl Shólojov)  |                       | 1928         |
| 1987 | La Andaluza               | Te Quiero                          | Chamaco               | 1950         |
| 1988 | Mi Prima Daniela          | Mi Prima Daniela (Rosaura Saucedo) |                       | 1986         |
| 1990 | La Extraña Dama           | La Extraña Dama                    | Cinco Secretos        | 1980         |
| 1990 | Castigo                   | Castigo                            | Cinco Secretos        | 1980         |
| 1991 | Besos y Perfumes          | Memorias de un Don Juan            | Candilejas            | 1978         |
| 1991 | El Amante Rojo            | El Amante Rojo                     | Candilejas/Moralejas  | 1980         |
| 1993 | Mirsha y Elizabeth        | La Perla del Caribe                | Óyeme                 | 1977         |
| 1994 | Anahí                     | Anahí                              | Cariño Mío            | 1976         |

## Historias adaptadas

### Televisión
- María Isabel (1966), telenovela producida por Valentín Pimstein para Telesistema Mexicano, protagonizada por Silvia Derbez y Raúl Ramírez.
- Rubí (1968), telenovela producida por Valentín Pimstein para Telesistema Mexicano, protagonizada por Fanny Cano, Antonio Medellín y Carlos Fernández.
- Yesenia (1970), telenovela producida por Valentín Pimstein para Telesistema Mexicano, protagonizada por Fanny Cano y Jorge Lavat.
- Encrucijada (1970), telenovela producida por Valentín Pimstein para Telesistema Mexicano, protagonizada por Irán Eory, Jacqueline Andere, Enrique Aguilar y Claudio Obregón.
- El Vagabundo (1971), telenovela producida por Telesistema Mexicano, protagonizada por Enrique Lizalde y Silvia Derbez.
- ¿Quién? (1973), telenovela producida por Guillermo Diazayas para Televisa, protagonizada por Silvia Pinal y Joaquín Cordero.
- Ladronzuela  (1978), telenovela producida por Miguel Ángel Herrera para Televisa, protagonizada por Macaria y Juan Ferrara.
- Gabriel y Gabriela (1982), telenovela producida por Patricia Lozano para Televisa, protagonizada por Ana Martín, Jorge Rivero y Juan Ferrara.
- Yesenia (1986), segunda adaptación para telenovela de "Yesenia" producida por Irene Sabido para Televisa, protagonizada por Adela Noriega y Luis Uribe.
- El Pecado de Oyuki (1988), telenovela producida por Lucy Orozco para Televisa, protagonizada por Ana Martín y Boy Olmi.
- La Extraña Dama (1989), telenovela argentina producida por Omar Romay para el Canal 9 de Buenos Aires, protagonizada por Luisa Kuliok y Jorge Martínez.
- Alondra (1995), adaptación para telenovela de "Casandra" producida por Carla Estrada para Televisa, protagonizada por Ana Colchero, Gonzalo Vega y Ernesto Laguardia.
- Si tú supieras... María Isabel (1997), segunda adaptación para telenovela de "María Isabel" producida por Carla Estrada para Televisa, protagonizada por Adela Noriega y Fernando Carrillo.
- Rubí (2004), telenovela adaptada por Ximena Suárez y Virginia Quintana y producida por José Alberto Castro para Televisa, protagonizada por Bárbara Mori, Eduardo Santamarina y Sebastián Rulli.
- Rubí (2010), telenovela filipina producida por ABS-CBN y protagonizada por Angelica Panganiban, Jake Cuenca y Diether Ocampo.
- Rubí (2020), telenovela producida por W Studios en colaboración con Lemon Studios para Televisa y Univisión, reinicio de la telenovela de 2004, protagonizada por Camila Sodi, José Ron y Rodrigo Guirao.

### Cine
- María Isabel (1968), adaptación al cine de los primeros 32 episodios de "María Isabel", dirigida por Federico Curiel, protagonizada por Silvia Pinal y José Suárez.
- El amor de María Isabel (1969), adaptación al cine de los últimos 19 episodios de la historia original, secuela de la película anterior, dirigida por Federico Curiel, protagonizada por Silvia Pinal y José Suárez.
- Rubí (1970), dirigida por Emilio Gómez Muriel y codirigida y adaptada por Carlos Enrique Taboada, protagonizada por Irán Eory, Aldo Monti y Carlos Bracho.
- Yesenia (1971), dirigida por Alfredo B. Crevenna, protagonizada por Jacqueline Andere y Jorge Lavat.
- Rarotonga (1978), dirigida por Raúl Ramírez, protagonizada por Gloriella y Raúl Ramírez.

### Películas relacionadas
- Zorina, la mujer maldita (1949), adaptación al cine de "Zorina", una historia aparecida en Pepín en 1942, dirigida por Juan José Ortega, protagonizada por Leonora Amar y Rafael Baledón. Es predecesora de "Yesenia".
- Ladronzuela (1949), adaptación al cine de "Ladronzuela", una historia aparecida en Pepín en 1947, dirigida por Agustín P. Delgado, protagonizada por Blanca Estela Pavón y Eduardo Noriega. Es predecesora de "Ladronzuela".
- Zonga, el ángel diabólico (1958), adaptación al cine de "¡Tabú!", una historia aparecida en Chamaco en 1951, dirigida por Juan Orol, protagonizada por María Esquivel y Víctor Junco. Es predecesora de "Rarotonga".